# SV Schwechat
SV Schwechat – austriacki klub piłkarski, mający siedzibę w mieście Schwechat, w północno-wschodniej części kraju. Obecnie gra w Wiener Stadtliga.

## Historia
Chronologia nazw:
- 1903: ASK Schwechat
- 1907: SC Germania Schwechat – po fuzji z SK Graphia Wien
- 1927: SK Neukettenhof
- 1934: SC Germania Schwechat – po fuzji z Amateure XI Simmering
- 1944: ASK Schwechat – po fuzji z Phönix Schwechat
- 1945: 1. Schwechater SC
- 1979: SV Schwechat

Klub sportowy ASK Schwechat został założony w miejscowości Schwechat 22 sierpnia 1903 roku przez patrona Eduarda Königa, którego syn, reprezentant narodowy Engelbert König, wkrótce stał się pierwszą gwiazdą klubu. W sezonie 1906/07 zespół wziął udział w odwołanych mistrzostwach Austrii ÖFV. Również w tych mistrzostwach startował klub SK Graphia Wien, który powstał w 1899 roku i grał na Wiener Landstrasse. Klub był jednym z najbardziej znanych klubów w tym czasie i grał w Pucharze Tagblatt sezonu 1900/01 oraz w pierwszych mistrzostwach Austrii zorganizowanych przez ÖFU w 2. Klasse. Zakończył sezon na drugim miejscu i awansował do 1. Klasse, gdzie występował aż do likwidacji mistrzostw w 1904 roku. W 1905 klub przeniósł się do Schwechat. Latem 1907 oba kluby postanowiły wspólnie występować jako SC Germania Schwechat.
W prowincjonalnych mistrzostwach Dolnej Austrii pod patronatem NFV, które odbyły się po raz pierwszy w sezonie 1913/14, klub najpierw zwyciężył w Provinzgruppe Süd, a potem w finale wygrał 7:0 i 2:2 z 1. Stockerauer SV 07 i tym samym zdobył swój pierwszy tytuł W drugich mistrzostwach Dolnej Austrii, które odbyły się dwa lata później w 1916, zespół znów wywalczył mistrzostwo. Po zakończeniu pierwszej wojny światowej klub złożył wniosek do NFV o udział w „właściwych mistrzostwach” z wiedeńskimi klubami i został przydzielony do 2. Klasse. W swoim debiutowym sezonie 1919/20 w drugiej klasie zajął drugie miejsce za wiedeńskim Hakoah. W kolejnych dwóch sezonach również zajmował miejsca na podium. Po zakończeniu sezonu 1923/24, w którym uplasował się na 11.pozycji, została wprowadzona druga liga jako zawodowa, do której przystąpił klub. Potem zespół występował coraz gorzej, ponieważ kilku graczy przyjęło oferty z klubów pierwszej ligi, co znacznie osłabiło klub. W 1927 zajął ostatnie 13.miejsce i spadł z II. Ligi.
Po spadku większość zawodników przeniosła się do SK Neukettenhof, który jest mniej więcej postrzegany jako prawowity następca Germanii Schwechat. SK Neukettenhof należał do stowarzyszenia VAFÖ, a dzięki wzmocnieniom przez byłych zawodników Germanii oraz własnych talentów, szybko awansował z 3. Klasse do 1. Klasse. W 1933 zespół awansował do VAFÖ-Liga, ale po rundzie jesiennej 1934 (zajmował szóstą pozycję w lidze) stowarzyszenie VAFÖ zostało rozwiązano, a klub otrzymał miejsce w II. Ligi Süd. Następnie po fuzji z Amateure XI Simmering wrócił do nazwy SC Germania Schwechat.
W sezonie 1936/37 klub zajął 13.miejsce w II. Liga Süd i spadł do Wiener 1. Klasse. W tamtym czasie na drugim poziomie występował lokalny rywal Phönix Schwechat. Wskutek aneksji Austrii przez Rzeszą Niemiecką 12 marca 1938 roku rozgrywki w Austrii były organizowane jako część mistrzostw Niemiec. Austriackie kluby walczyli w Gaulidze, a zwycięzca potem uczestniczył w rozgrywkach pucharowych o tytuł mistrza Niemiec. W sezonie 1942/43 klub startował na drugim poziomie mistrzostw w 1. Klasse Wien B. Przez dwa sezony był siódmym w końcowej klasyfikacji grupy B. Phoenix Schwechat dołączył do klubu podczas ataku bombowego w lipcu 1944 roku. W niedokończonym sezonie 1944/45 połączony klub z nazwą ASK Schwechat zajmował szóste miejsce.
Po zakończeniu II wojny światowej klub zmienił nazwę na 1. Schwechater SC i startował w Wiener 2. Klasse A. W 1947 i 1948 był drugim w Wiener Stadtliga. W 1950 w wyniku wprowadzenia Staatsligi B o jeden poziom został obniżony status Wiener Stadtligi. W 1956 po wygraniu Wiener Stadtligi, potem w meczach playoff zwyciężył 4:2 i 3:2 KSV Ortmann i awansował do Staatsligi B. W sezonie 1959/60 zespół został mistrzem ligi i zdobył historyczny awans do najwyższej ligi. Debiutowy sezon 1960/61 w Staatsliga zakończył na 11.miejscu i pozostał na kolejne lata na najwyższym poziomie. Jednak ze względów finansowych klub w 1966 roku połączył się z Austrią Wiedeń, przyjmując nazwę wiedeńskiego klubu, ale tracąc miejsce w pierwszej lidze. Od sezonu 1966/67 klub zaczął występować w Regionalliga Ost. W 1974 roku po kolejnej reorganizacji systemu lig status Regionalligi został obniżony do III poziomu. W 1979 klub zmienił nazwę na SV Schwechat. W 1980 Regionalliga została rozwiązana i klub został przydzielony do Wiener Stadtligi (D3). W 1983, 1984 i 1985 zdobył mistrzostwo ligi, ale w pierwszych dwóch podejściach przegrał baraże grupy Ost, dopiero za trzecim razem udało się potem zwyciężyć w turnieju playoff grupy Ost i awansować do 2. Division. W sezonie 1985/86 rundę podstawową w 2. Division zakończył na 10.pozycji, a potem w Untere Playoff uzyskał 6.lokatę (końcowe 22.miejsce) i został zdegradowany do trzeciej ligi. Po 17 latach gry w Regionalliga Ost w roku 2003 zdobył mistrzostwo ligi, jednak w meczach playoff o awans do drugiej ligi przegrał 0:0 i 2:3 z SPG WSG Wattens/FC Wacker Tirol. W 2008 spadł na rok do Admiral Wiener Stadtligi. Po zajęciu ostatniej 16.pozycji w sezonie 2018/19 klub ponownie został zdegradowany do Wiener Stadtligi.

## Barwy klubowe, strój
|  |  |

Klub ma barwy niebiesko-białe. Zawodnicy domowe spotkania zazwyczaj grają w pasiastych pionowo niebiesko-białych koszulkach, białych spodenkach oraz niebieskich getrach.

## Sukcesy

### Trofea międzynarodowe
Nie uczestniczył w rozgrywkach europejskich (stan na 31-05-2019).

### Trofea krajowe
| \| \| Zdobyte trofea w rozgrywkach Austrii (stan na: 31-05-2019) \| |                                                            |      |                                                      |
| Rozgrywki                                                           | Osiągnięcie                                                | Razy | Sezon(y)                                             |
| · Mistrzostwo                                                       | I miejsce                                                  | 0    |                                                      |
| · Mistrzostwo                                                       | II miejsce                                                 | 0    |                                                      |
| · Mistrzostwo                                                       | III miejsce                                                | 0    |                                                      |
| · Mistrzostwo                                                       | 4.miejsce                                                  | 1    | 1963/64                                              |
| Puchar                                                              | zdobywca                                                   | 0    |                                                      |
| Puchar                                                              | finalista                                                  | 0    |                                                      |
| Puchar                                                              | półfinalista                                               | 2    | 1961/62, 1966/67                                     |
| II liga                                                             | I miejsce                                                  | 1    | 1959/60                                              |
| II liga                                                             | II miejsce                                                 | 6    | 1919/20, 1921/22, 1946/47, 1947/48, 1966/67, 1968/69 |
| II liga                                                             | III miejsce                                                | 1    | 1920/21                                              |
| Austria                                                             | Zdobyte trofea w rozgrywkach Austrii (stan na: 31-05-2019) |      |                                                      |

- Wiener Stadtliga/Regionalliga Ost (D3):
  - mistrz (5x): 1955/56, 1982/83, 1983/84, 1984/85, 2002/03
  - wicemistrz (4x): 1952/53, 1974/75, 1993/94, 1997/98
  - 3.miejsce (2x): 1953/54, 1954/55

## Poszczególne sezony

### Rozgrywki międzynarodowe

#### Europejskie puchary
Nie uczestniczył w rozgrywkach europejskich.

### Rozgrywki krajowe
| \| Austria \| Bilans występów klubu w rozgrywkach piłkarskich Austrii (Stan na 31 maja 2019 r.) \| \| | |        |       |   |   |   |    |    |     |                                                                |        |        |      |
| Poziom                                                                                                | Rozgrywki                                                                                            | Sezony | Mecze | Z | R | P | B+ | B– | Pkt | Lata                                                           | Awanse | Spadki | Naj. |
| I | Staatsliga/ Nationalliga                                                                             | 6      |       |   |   |   |    |    |     | 1960–1966                                                      | 0      | 1      | 4    |
| II | 2. Klasse/ II. Liga/ 1. Klasse Wien/ Wiener 2. Klasse A/ Staatsliga B/ Regionalliga Ost /2. Division | 32     |       |   |   |   |    |    |     | 1919–1927, 1934–1937, 1942–1950, 1956–1960, 1966–1974, 1985/86 | 1      | 5      | 1    |
| III                                                                                                   | Wiener 1. Klasse/ Wiener Stadtliga/ Regionalliga Ost                                                 | 50     |       |   |   |   |    |    |     | 1937/38, 1950–1956, 1974–1985, 1986–2008, 2009–2019            | 2      | 3      | 1    |
| | Puchar Austrii                                                                                       | 51     |       |   |   |   |    |    |     | od 1919                                                        | 0      | 0      | 1/2  |
| Austria                                                                                               | Bilans występów klubu w rozgrywkach piłkarskich Austrii (Stan na 31 maja 2019 r.)                    |        |       |   |   |   |    |    |     |                                                                |        |        |      |

## Struktura klubu

### Stadion
Klub piłkarski rozgrywa swoje mecze domowe na stadionie Rudolf-Tonn-Stadion w Schwechat o pojemności 7000 widzów. Na początku istnienia grał na boisku obok Kaiser-Jubiläums-Bad.

### Inne sekcje
Klub prowadzi drużyny dla dzieci i młodzieży w każdym wieku.

## Kibice i rywalizacja z innymi klubami

### Derby
- SK Graphia Wien
- Phönix Schwechat